# Chaj-lung-tchun

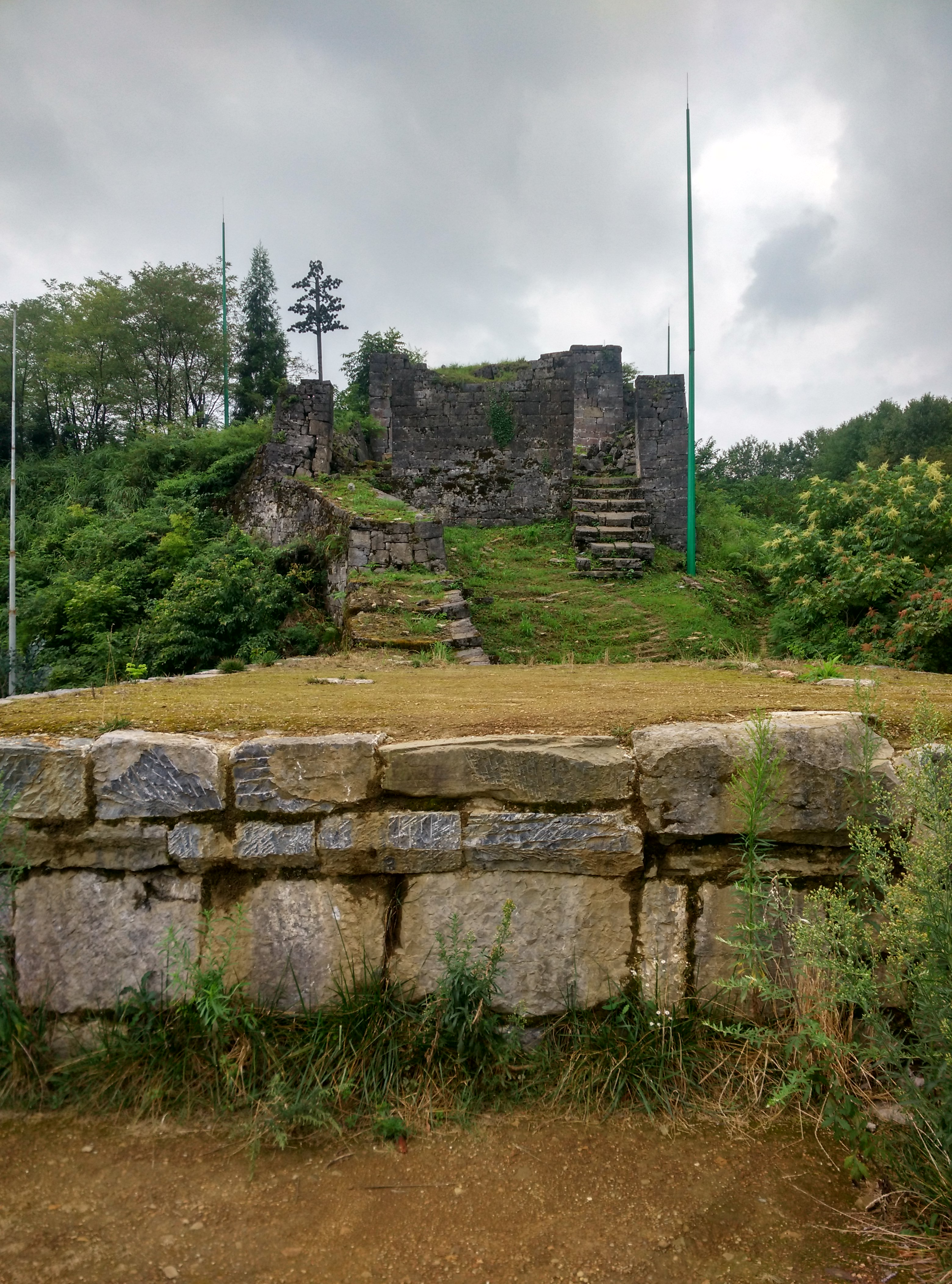
Pevnost Chaj-lung-tchun

Chaj-lung-tchun (čínsky pchin-jinem Hǎilóngtún, znaky zjednodušené 海龙屯, tradiční 海龍屯, volně „Hrad spousty draků“) je částečně zachovalá středověká pevnost v horách Lung-jen v jihočínském okresu Chuej-čchuan (ležícím v prefektuře Cun-i v provincii Kuej-čou).
Od roku 2015 je zapsána mezi světové dědictví UNESCO, jako jedno ze sídel domorodých úřadů tchu-s’.

## Historie
Chaj-lung-tchun vznikl roku 1257. Sloužil jako sídlo a pevnost náčelníků místních kmenů Miao z rodu Jang, kteří kraji vládli se souhlasem čínských úřadů jako tchu-s’ (domorodí úředníci) kraje Po-čou.
Jangové přišli do regionu v tchangském období, byli čínského původu, ale postupně přijali za svou miaoskou identitu. Císař Kublaj z dynastie Jüan jim v druhé polovině 13. století udělil titul süan-wej š’ Po-čou, usmiřující komisař Po-čou. Své postavení si zachovali i za Mingů, dokud se po roce 1587 Jang Jing-lung nezačal bouřit. Nakonec v rozsáhlé vojenské operaci, ke které zmobilizovala na 200 tisíc vojáků, mingská armáda Jang Jing-lungova vojska porazila a roku 1600 Chaj-lung-tchun dobyla a vypálila.
Chaj-lung-tchun leží na východním konci hor Lung-jen na horním roku řeky Siang-ťiang, asi 30 km severně od starého města Cun-i. Má rozlohu 1,59 km², obklopen je téměř šesti kilometry hradeb. Jádrem komplexu byly dva paláce, každý o 20 tisíci m². Od roku 2012 probíhá archeologický výzkum areálu.